# Fleish & Cherry in Crazy Hotel
Fleish & Cherry in Crazy Hotel és un videojoc indie desenvolupat per l'empresa valenciana de videojocs Red Little House Studios. Va ser presentat en 2013 i pertany al gènere de l'aventura gràfica.
El videojoc és una aventura gràfica inspirada en els curts de l'edat daurada de l'animació americana i més concretament, en el treball de directors com Max Fleischer, Friz Freleng, Ub Iwerks i Walt Disney. Te la particularitat que el seu disseny té una paleta de color en blanc-i-negre, com a l'animació clàssica. Per la seua particular estètica, ha estat comparat amb altres jocs indie com Cuphead. El projecte va ser presentat a l'iDeame 2013, rebent una bona acollida per a ser presentat posteriorment a la plataforma de micromecenatge Indiegogo, sense aconseguir tot el finançament necessari.